# دیستیگمین
دیستیگمین (انگلیسی: Distigmine) یک داروی پاراسمپاتومیمتیک است. دیستیگمین مانند پیریدوستیگمین و نئوستیگمین است، اما مدت اثر طولانی تری دارد. این دارو تنها به صورت قرص با نسخه در دسترس است و معمولاً برای درمان شرایط گوناگون از جمله میاستنی گراویس و مثانه کم کار استفاده می شود. دیستیگمین در مقایسه با نئوستیگمین یا پیریدوستیگمین، خطر بیشتری برای ایجاد بحران کولینرژیک دارد، بنابراین برخلاف پیریدوستیگمین و نئوستیگمین، دیستیگمین به ندرت به عنوان درمانی برای میاستنی گراویس استفاده می‌شود.